# Belgrave Square
Belgrave Square és una de les grans places del segle xix de Londres, Anglaterra. Vorejant Knightsbridge, és la peça central de Belgravia, i va ser presentat per la propietat contractista Thomas Cubitt per al segon comte de Grosvenor, més tard, el Marquès primer de Westminster, en la dècada de 1820. La majoria de les cases van ser ocupades el 1840. La plaça rep el nom d'un dels títols de duc de Westminster, Vescomte de Belgrave.